# Mathaux
Mathaux é uma comuna francesa na região administrativa de Grande Leste, no departamento de Aube. Estende-se por uma área de 12,44 km². Em 2010 a comuna tinha 201 habitantes (densidade: 16,2 hab./km²).